# Veit Helmer

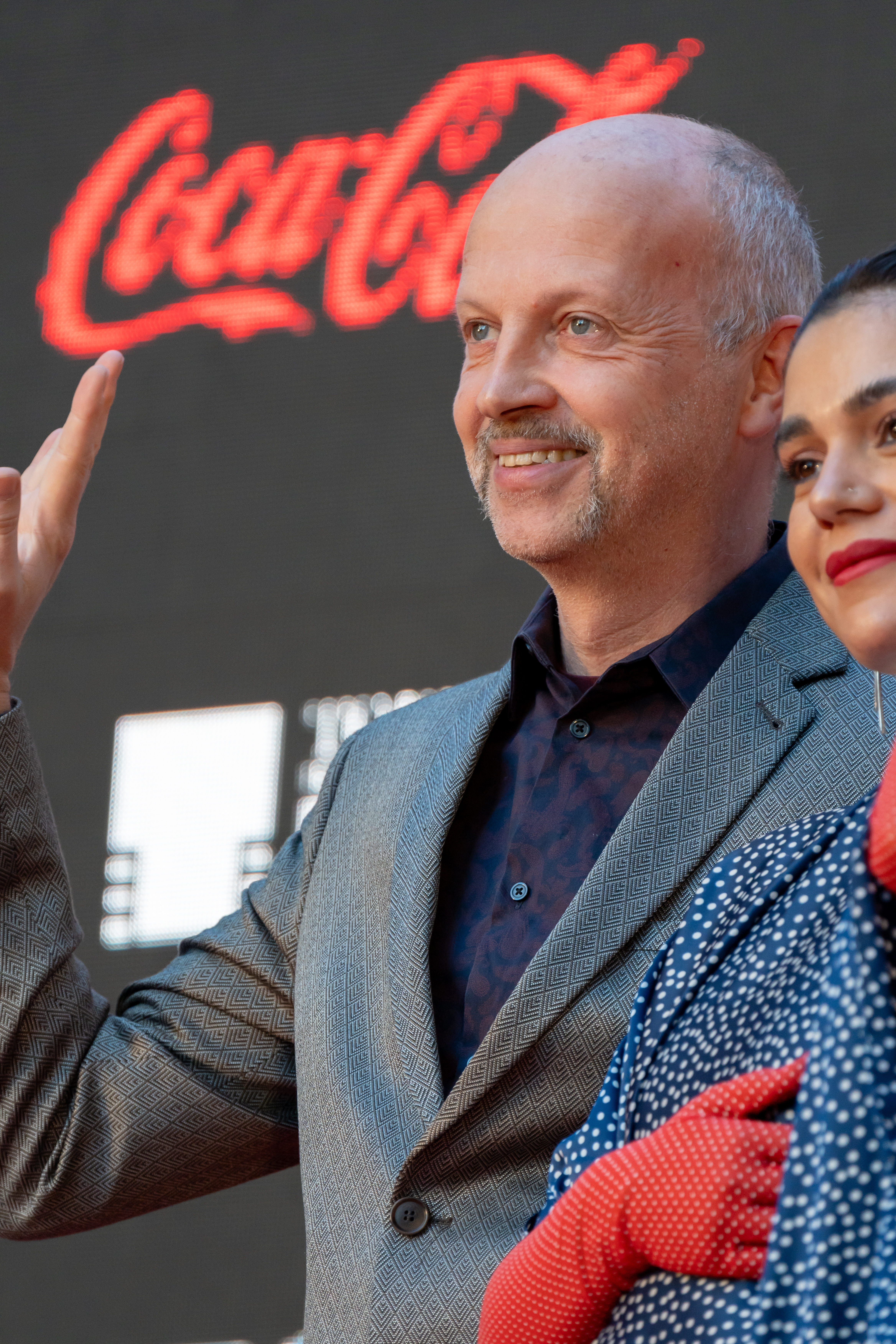
Veit Helmer (2023)

Veit Helmer (* 24. April 1968 in Hannover) ist ein deutscher Filmregisseur und Filmproduzent.

## Leben
Seine ersten filmischen Gehversuche startete Helmer mit 14 Jahren. 
Nach dem Abitur begann er eine Ausbildung als Aufnahmeleiter beim NDR. 1988 drehte Helmer seinen ersten Kurzfilm auf 35 mm ("Tour d'Amour") mit Dominique Horwitz und Beate Jensen. Im September 1989, noch vor dem Mauerfall, begann er ein Studium der Theaterregie in der DDR an der Hochschule für Schauspielkunst „Ernst Busch“ Berlin. Dort entstand der Kurzfilm "Die Räuber". Veit Helmer wechselte 1991 an die Hochschule für Fernsehen und Film München. Bereits in dieser Zeit war er Co-Regisseur, Co-Autor und Produzent bei Wim Wenders’ Film Die Gebrüder Skladanowsky (1996). Bekannt wurde er durch zahlreiche Kurzfilme, wie Surprise!, Der Fensterputzer und Tour Eiffel (70 mm). Zahlreiche seiner Filme entstanden in Kooperation mit Studenten von Filmhochschulen aus Tiflis, Almaty, Usbekistan, Baku und Indonesien. Die Handlung seiner Filme ist häufig burlesk, in der stilistischen Umsetzung charakterisiert durch einen nur sparsamen Einsatz von Dialogen (was auch den Einsatz von Schauspielern verschiedener Muttersprachen nebeneinander erleichtert), bei zugleich hoher Aussagekraft der Mimik. Des Weiteren nahm er an dem deutschen Nachwuchsfilmfestival Werkstatt der Jungen Filmszene teil. 
Seit August 2002 ist Helmer Mitglied der Europäischen Filmakademie. Er lehrt an verschiedenen Filmhochschulen, unter anderem in Beirut, Tiflis, Djakarta, Taschkent und Bogotá. Helmer lebt heute in Berlin und Buckow (Märkische Schweiz).

## Filmografie
- 1989: Tour d'amour (Kurzfilm)
- 1990: Die Räuber (Kurzfilm)
- 1992: Zum Greifen nah (Kurzfilm)
- 1993: Der Fensterputzer (Kurzfilm)
- 1994: Tour Eiffel (Kurzfilm)
- 1995: Surprise! (Kurzfilm)
- 1995: Die Gebrüder Skladanowsky (Produktion)
- 1999: Tuvalu
- 2003: Tor zum Himmel
- 2005: Boom (Kurzfilm)
- 2005: Behind the Couch – Casting in Hollywood (Dokumentarfilm)
- 2008: Absurdistan
- 2011: Baikonur[1]
- 2014: Quatsch und die Nasenbärbande[2]
- 2018: Vom Lokführer, der die Liebe suchte…
- 2023: Gondola

## Auszeichnungen
- Tour Eiffel: bisher 34 Festivaleinladungen, 8 Preise, darunter Bester Film beim Gijón International Film Festival; offizieller Abschlussfilm beim Filmfestival Venedig
- Surprise!: 48 Festivaleinladungen und 26 Preise, darunter den Murnau-Kurzfilmpreis der Friedrich-Wilhelm-Murnau-Stiftung (1997), einen Deutschen Filmpreis in Silber, Bester Film beim Seattle International Film Festival, Publikumspreis der Rüsselsheimer Filmtage
- Die Gebrüder Skladanowsky: Uraufführung bei den Internationalen Filmfestspielen von Venedig
- Tuvalu: auf mehr als 60 nationalen und internationalen Filmfestivals gezeigt (unter anderem in San Sebastian, London, Chicago, Berlin und Karlovy Vary) und 30 Preise erhalten; darunter 1999: „Lüdia“-Preisträger beim Kinofest Lünen und Bayerischer Filmpreis (Bester Nachwuchsregisseur); 2000: Publikumspreis beim Filmfestival Max Ophüls Preis, einer der Deutschen Filmpreise in der Kategorie Beste Regie, sowie nominiert für den Fassbinder-Preis im Rahmen des Europäischen Filmpreises
- Behind the Couch – Casting in Hollywood: Uraufführung auf den Hofer Filmtagen 2005; 2006: Preis der deutschen Filmkritik (Bester Dokumentarfilm, neben Sönke Wortmanns Deutschland. Ein Sommermärchen),
- Absurdistan: 2008 Uraufführung beim Sundance Filmfestival, ebenfalls 2008 Sonderpreis des Bayerischen Filmpreises sowie der Deutsche Filmpreis 2008 für das (von Erwin Prib stammende) beste Szenenbild
- Quatsch: 2014 Festival des Deutschen Films, Ludwigshafen: Goldener Nils; Zurich Film Festival: Publikumspreis Sektion, Kinderfilm; Cinemagic Festival Belfast: Best Feature Film; Listapad Festival Minsk (Belarus): Audience Award; Juniorfest Plzeň (Czech Republic): Audience Award; Gijón Film Festival: Audience Award (under 12); Leeds Juniorfest: Young Jury Award; Deutscher Filmpreis: Nominierung Bester Kinderfilm; 2015 Kindermedienpreis Der weiße Elefant
- Gondola: Publikumspreis beim Filmfestival Türkei Deutschland in Nürnberg (2024); Preis für die beste Regie des Internationalen Panoramawettbewerbs beim Bari International Film & TV Festival (2024).[3] Publikumspreis beim Filmfestival Türkei Deutschland (2024)[4]
- 2018 Hans-Vogt-Filmpreis
- 1999 Goldene Filmspule (Kulturzentrum Linse)[5]

## Medien
- Gordan Mihic, Edgar Rai, Veit Helmer: Tor zum Himmel. Aufbau-Taschenbuch-Verlag, Berlin 2003, ISBN 3-7466-1989-0. (Roman, Reihe: Aufbau-Taschenbücher; Bd. 1989).
- Tor zum Himmel. (DVD). Absolut Medien, Berlin 2005, ISBN 3-89848-789-X.
- Surprise: 12 Kurzfilme von Veit Helmer. (DVD). Absolut Medien, Berlin 2006, ISBN 3-89848-797-0.